# Anna Nikolaevna Esipova
Anna Nikolaevna Esipova (in russo А́нна Никола́евна Е́сипова?; San Pietroburgo, 12 febbraio 1851 – San Pietroburgo, 18 agosto 1914) è stata una pianista russa.
Il suo nome è variamente citato come Anna Yesipova; Anna o Annette Essipova; Anna, Annette o Annetta Essipoff; Annette von Essipow; Anna Jessipowa.

## Biografia

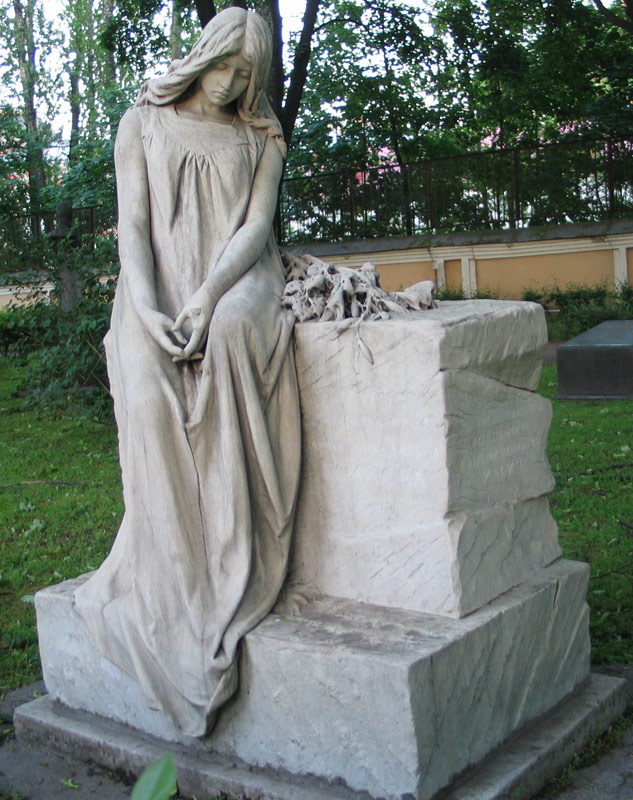
La tomba di Anna Esipova nel cimitero del monastero di Aleksandr Nevskij

Esipova fu una delle allieve più brillanti di Teodor Leszetycki. Fece il suo debutto a San Pietroburgo nel 1874 attirando recensioni entusiastiche e l'ammirazione artistica sia di Pëtr Il'ič Čajkovskij che di Franz Liszt, in particolare per il suo virtuosismo disinvolto e il suo tono nel cantare. Iniziò quindi delle tournée che la portarono nel 1876 negli Stati Uniti, dove il suo modo di suonare fu molto ammirato. Sentì suonare Fanny Bloomfield e le consigliò di studiare con Leszetycki, che Esipova sposò nel 1880 e da cui in seguito divorziò. Nell'estate dello stesso anno tenne numerosi concerti a Lisbona, dove ricevette un'accoglienza molto calorosa.
Esipova fu probabilmente la prima pianista a programmare la serie completa dei Preludi op. 28 di Fryderyk Chopin in un recital, per un concerto del 1876. In precedenza la pratica era quella di eseguire solo degli estratti.
Nel 1885 Esipova fu nominata pianista della corte reale prussiana. Dal 1893 al 1908 fu insegnante di pianoforte al Conservatorio di San Pietroburgo. Tra i suoi studenti furono Sergei Prokofiev, Leff Pouishnoff, Sergei Tarnowsky, Maria Yudina, Leonid Kreutzer, Isabelle Vengerova, Anastasia Virsaladze, Leo Ornstein, Isidor Achron, Thomas de Hartmann e Alexander Borovsky.

## Registrazioni
Nei primi anni del Novecento, Esipova realizzò una serie di rulli per pianoforte, alcuni dei quali sono stati resi disponibili come registrazioni moderne (inclusa Fantasia su un tema tratto da La sonnambula di Bellini, di Sigismund Thalberg).
Esiste una registrazione acustica della sua esecuzione, che è la Gavotta in sol di Benjamin Godard, realizzata su cilindro Edison da Julius Block nel 1898.